# Gothic Melting Ice Cream's Darkness "Nightmare"
Albums de Tommy heavenly6
Heavy Starry Heavenly
(2007) I Kill my Heart
(2009)
Singles
Gothic Melting Ice Cream's Darkness "Nightmare" est la 1re compilation de Tommy heavenly6 sorti le 25 février 2009 sous le label DefSTAR Records. Elle arrive 6e à l'Oricon. Elle se vend à 28 653 exemplaires la première semaine et reste classé 11 semaines pour un total de 48 936 exemplaires vendus.

## Liste des titres
Tous les arrangements et la musique sont de Chiffon Brownie et Tommy heavenly6.
Toutes les paroles sont écrites par Tommy heavenly6.
| 1.  | Wait till I can dream    | 3:40  |
| 2.  | Hey my friend            | 4:37  |
| 3.  | Ready?                   | 2:55  |
| 4.  | I'm Gonna Scream+        | 4:24  |
| 5.  | Pray                     | 4:31  |
| 6.  | Lollipop Candy♥BAD♥girl  | 10:32 |
| 7.  | I♥Xmas                   | 3:49  |
| 8.  | Heavy Starry Chain       | 3:52  |
| 9.  | Papermoon                | 4:24  |
| 10. | LCDD                     | 3:51  |
| 11. | Roller coaster ride→     | 2:40  |
| 12. | Fell in love with you    | 3:23  |
| 13. | Gimme All of Your Love!! | 3:26  |
| 14. | Going 2 My Way!          | 4:27  |
| 15. | ♥Wanna be your idol♥     | 2:43  |
| 16. | Lucky me                 | 3:17  |
| 17. | +gothic Pink+            | 3:29  |
| 18. | 2Bfree                   | 3:48  |
| 19. | Unlimited Sky            | 3:15  |

| 1.  | Wait till I can dream (PV)                                                  |  |
| 2.  | Swear (PV)                                                                  |  |
| 3.  | Hey my friend (PV)                                                          |  |
| 4.  | Ready? (PV)                                                                 |  |
| 5.  | −Making Digest 01− (Wait till I can dream ~ Swear ~ Hey my friend ~ Ready?) |  |
| 6.  | I'm Gonna SCREAM+ (PV)                                                      |  |
| 7.  | Pray (PV)                                                                   |  |
| 8.  | Lollipop Candy♥BAD♥Girl (PV)                                                |  |
| 9.  | I♥XMAS (PV)                                                                 |  |
| 10. | Heavy Starry Chain (PV)                                                     |  |
| 11. | −Making Digest 02− (Heavy Starry Chain)                                     |  |
| 12. | Papermoon (PV)                                                              |  |
| 13. | Unlimited Sky (PV)                                                          |  |